# Michał Ciundziewicki

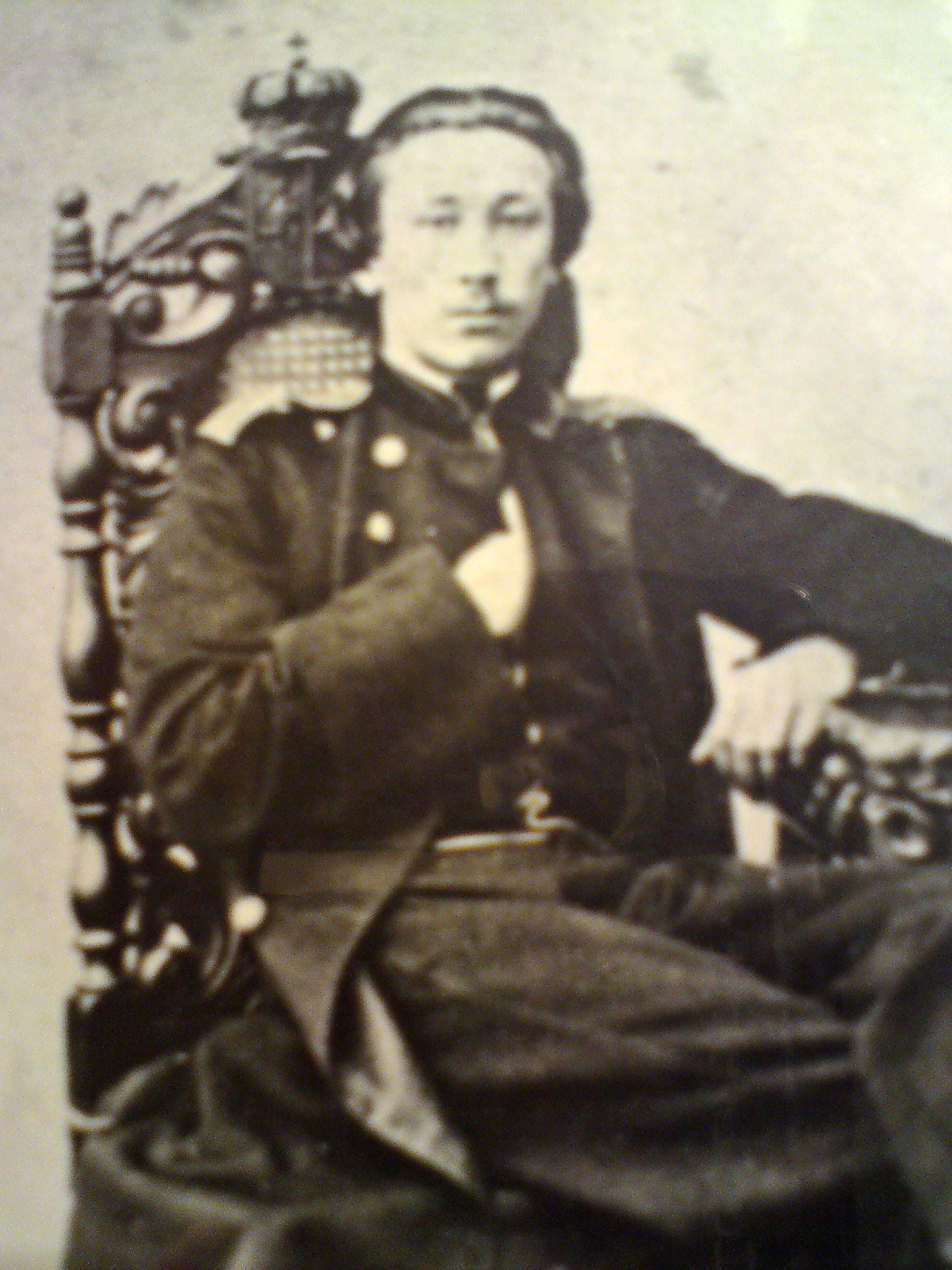
Michał Ciundziewicki

Michał Ciundziewicki (ur. w 1839 roku w Wilanowie, zm. 21 maja?/2 czerwca 1863 w Mińsku) – żołnierz polski w służbie rosyjskiej, stracony w czasie powstania styczniowego między innymi za agitację powstańczą. 

## Życiorys
Pochodził z rodziny szlacheckiej, był synem Kamili z d. Bohdanowicz (zm. 1862) i Melchiora Ciundziewickiego (1787-1850), byłego pułkownika armii rosyjskiej, weterana walk z Napoleonem I, właściciela majątku Wilanów w powiecie borysowskim, marszałka szlachty pow. borysowskiego. Wnuk miecznika orszańskiego Eliasza i Anny z hr. Tyszkiewiczów Ciundziewickich. Jego ciotką była Anna Ciundziewicka z Prószyńskich. Miał liczne rodzeństwo m.in.: brata Emila, ożenionego z Klotyldą z Niemirowiczów-Szczyttów (rodziców Zofii - żony Bolesława Ciechanowieckiego), oraz siostry: Klementynę - żonę Mieczysława Bławdziewicza (rodziców Marty - żony Jerzego Zdziechowskiego), i Olimpię - żonę Ignacego Mężyńskiego (rodziców Anny - żony Leona hr. Żółtowskiego). 
Po śmierci ojca Michał Ciundziewicki znajdował się pod kuratelą wuja, Seweryna Bohdanowicza. W chwili rozpoczęcia powstania styczniowego służył w 3 Baterii 8 Artyleryjskiej Brygady Lekkiej. Przyczyny skazania go na karę śmierci przez rozstrzelanie najlepiej wyjaśnić, przez cytat z opracowania Wacława Studnickiego, który z kolei tłumaczył materiały sądowe:

Rozstrzelany (...) za nie w swoim czasie stawienie się na służbę z przedtem udzielonego mu urlopu, rozjeżdżanie po gub. Mińskiej i Wileńskiej z celem niewiadomym, namowę włościan do powstania i sfotografowanie się, siedzącym na krześle z wyobrażeniem korony a pod nią herbu połączenia Litwy i Polski. 

Wyrok wykonano w rejonie ulicy Sierzpuchowskiej (obecnie: Wołodarskiego). Egzekucja, celowo obliczona jako publiczna, była pierwszą tego roku w Mińsku. Miała ona spacyfikować mieszczaństwo Mińska, jednak mogiła oficera stała się miejscem publicznych modłów, które z czasem przybierały charakter demonstracji.